# UNSMIH

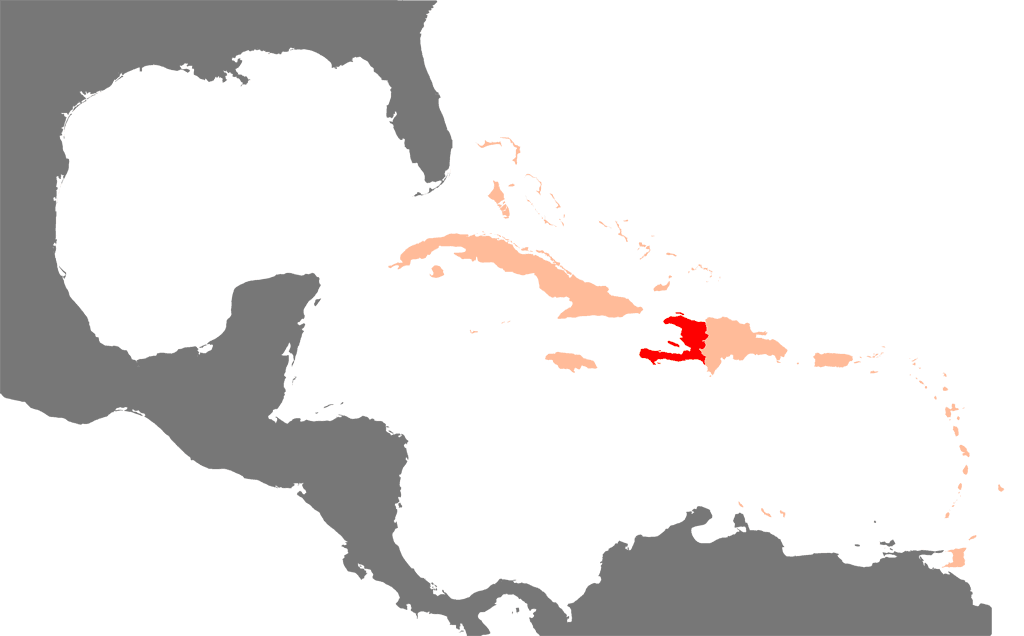
Haïti.

De United Nations Support Mission in Haiti (UNSMIH), of Ondersteunende VN-missie in Haïti in het Nederlands, was een vredesoperatie onder bevel van de Verenigde Naties. De operatie was gebaseerd op VN-resolutie 1063 van 28 juni 1996. De operatie volgde op UNMIH, de "United Nations Mission in Haiti" uit 1993. Daarna volgden nog de UNTMIH, de "United Nations Temporary Support Mission in Haiti", MIPONUH, de "United Nations Civilian Police Mission in Haiti en MICAH, de "International Civilian Support Mission in Haiti". 

## Medaille
Ook Nederlanders werden gedecoreerd met de Medaille voor Vredesmissies van de Verenigde Naties aan het voor UNMIH, UNSMIH, UNMIH, UNTMIH en MIPONUH vastgestelde blauwe lint met in het midden de kleuren van de vlag van Haïti.
De bronzen medailles zijn bij alle Medailles voor Vredesmissies van de Verenigde Naties gelijk. Men stelt bij iedere vredesmissie een ander lint in waaraan de ronde medaille op de linkerborst wordt gedragen. Het lint heeft in de meeste gevallen, en ook hier, betrekking op de kleuren van het land waar de vredesmissie wordt uitgevoerd.